# Iota Aquilae
ι Aquilae (Iota Aquilae, kurz ι Aql) ist ein Stern im Sternbild Adler. Er ist einer der beiden als Al Thalimain (الثالمين, DMG aṯ-Ṯālimain ‚die (beiden) Strauße‘) bezeichneten Sterne und wurde Al Thalimain Posterior genannt. Der zweite ist λ Aquilae, der als Al Thalimain Prior von Iota Aquilae unterschieden wird.
Iota Aquilae besitzt eine scheinbare Helligkeit von 4,4 mag, ist etwa 580 Lichtjahre von der Sonne entfernt und hat die Spektralklasse B5. Daher ist er ein heißer Stern mit 14.000 Kelvin Oberflächentemperatur. In den Sternkatalogen wird er als Riesenstern geführt, doch ergibt die Berechnung seiner Dimensionen (4,3-fache Sonnenmasse, 3,6-facher Sonnenradius), dass er in Wirklichkeit ein Hauptreihenstern ist, dem das Stadium eines Roten Riesen erst bevorsteht.  Er besitzt einen optischen (also nicht gravitativ gebundenen), 13,0 mag hellen Begleiter in einer Winkeldistanz von 47,0".

## Weblink
- Al Thalimain Posterior bei Jim Kaler